# Ahmed Faras
Ahmed Faras (en árabe: أحمد فرس‎; Mohammedía, 7 de diciembre de 1946-16 de julio de 2025) fue un futbolista internacional marroquí que jugaba en la posición de delantero y desarrolló toda su carrera deportiva en el Sporting Club Chabab Mohammédia. Es el máximo goleador histórico de la selección de fútbol de Marruecos con 42 goles en 94 partidos.

## Carrera
Jugó en un solo equipo donde estuvo un total de 17 años en el Sporting Club Chabab Mohammedia donde se retiró en 1982.
A nivel internacional participó en el torneo de fútbol de la Copa Mundial de 1970 en México y en los Juegos Olímpicos de verano de 1972 en Múnich, antes de llevar a su equipo a la victoria en la Copa de Naciones de África de 1976 .
Faras es el primer jugador marroquí en ganar el balón de oro africano en 1975 y sigue siendo hasta hoy el máximo goleador de la selección marroquí con 42 goles. Ganó el campeonato de fútbol marroquí en 1981 y terminó como máximo goleador del torneo en 1969 y 1973.

## Clubes
| Club           | País      | Año       | Partidos | Goles |
| -------------- | --------- | --------- | -------- | ----- |
| SCC Mohammédia | Marruecos | 1965-1982 | 784      | 231   |

## Palmarés
| Título                      | Club           | País      | Año  |
| --------------------------- | -------------- | --------- | ---- |
| Copa de Marruecos           | SCC Mohammedia | Marruecos | 1972 |
| Recopa del Magreb           | SCC Mohammedia | Marruecos | 1973 |
| Copa de Marruecos           | SCC Mohammedia | Marruecos | 1975 |
| Supercopa de Marruecos      | SCC Mohammedia | Marruecos | 1975 |
| Liga de fútbol de Marruecos | SCC Mohammedia | Marruecos | 1980 |

### Títulos internacionales
| Título                    | Club (*)               | País    | Año  |
| ------------------------- | ---------------------- | ------- | ---- |
| Copa Africana de Naciones | Selección de Marruecos | Etiopía | 1976 |